# Yvette Gastauer-Claire
Yvette Gastauer-Claire (n. 29 mai 1957, la Esch-sur-Alzette, Luxemburg) este o sculptoriță luxemburgheză.

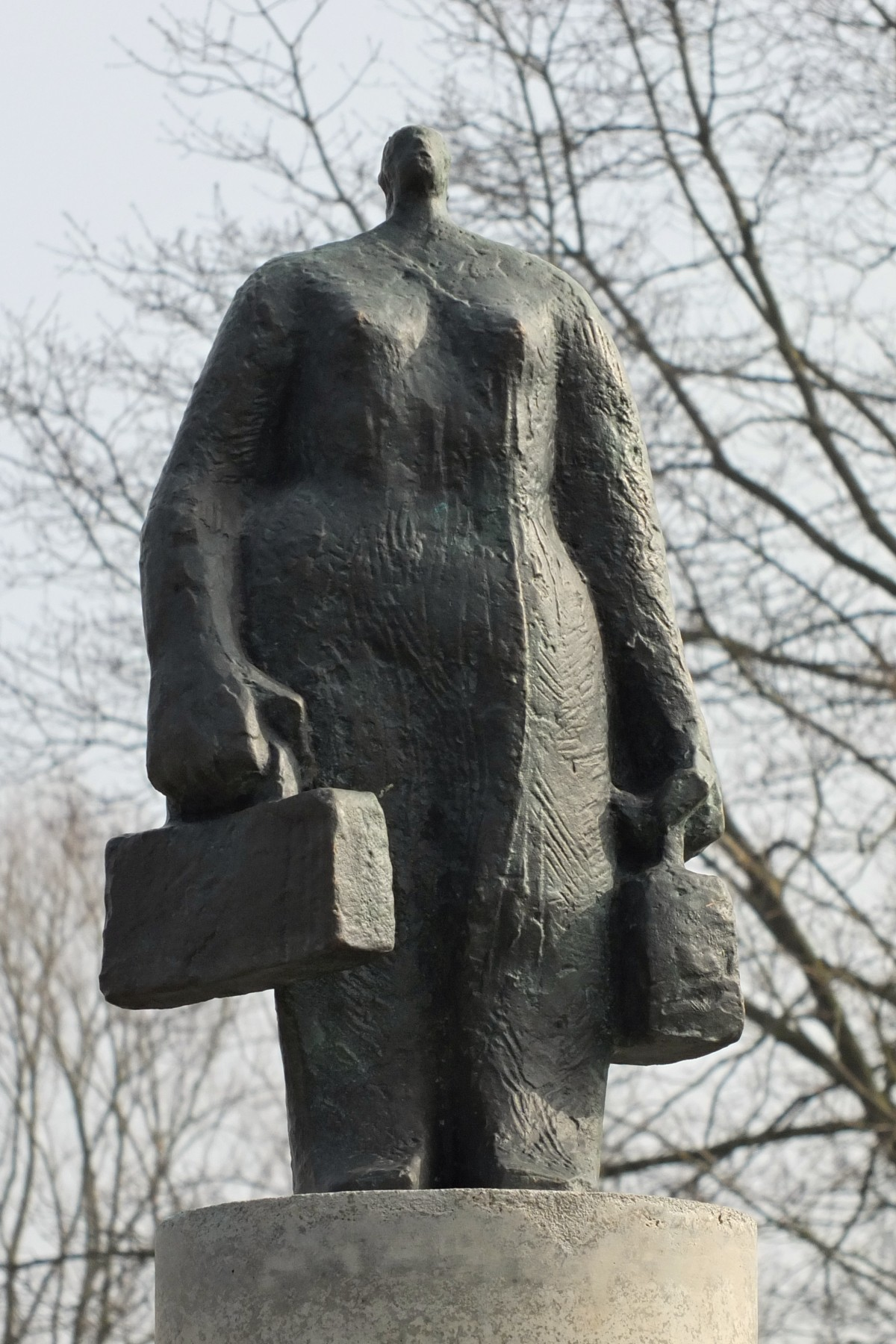
Die Reisende (în română: „Femeia călătoare”), sculptură de Yvette Gastauer-Claire, în Holzbüttgen, Germania.

În afară de numeroase sculpturi, ea este creatoarea fețelor luxemburgheze ale  monedelor euro cât și ale unor numeroase monede luxemburgheze comemorative în euro.
Este mama ciclistului Ben Gastauer.

## Opera

### Monede și medalii
- Serie de medalii pentru comemorarea mileniului Bisericii Sfântul Mihail din Luxemburg în 1987.[1]
- Monedă de argint de 500 de franci luxemburghezi, Luxemburg, Capitală Culturală Europeană (1995);
- Medalie de comemorare a celei de-a 40-a aniversări a obținerii titlului la Campionatul Mondial de ciclism pe șosea de către Elsy Jacobs (1998);
- Monedă de argint de 500 de franci luxemburghezi, jurământul noului Mare Duce Henric de Luxemburg (2000);
- Fața monedelor euro luxemburgheze (1999, intrați în circulație din 2002);
- Din 2001, o medalie anuală de bronz dedicată seriei L'art dans la main;
- Monedă comemorativă de 2 euro cu efigia și monograma Marelui Duce Henric (2004);
- Monedă comemorativă de 2 euro pentru a cincizecea aniversare a zilei de naștere a Marelui Duce Henric și a centenarului morții Marelui Duce Adolf (2005).